# Aschʿarīya
Die Aschʿarīya (arabisch أشعرية, DMG Ašʿarīya) ist eine Richtung der islamischen Theologie, die auf den basrischen Kalām-Gelehrten Abū l-Hasan al-Aschʿarī (gest. um 935) zurückgeführt wird. Historisch ist sie aus der Anhängerschaft des Kalām-Gelehrten Ibn Kullāb (gest. um 855) hervorgegangen, der während der Zeit der Mihna an den Diskussionen über das Wesen des Korans teilnahm. Die Aschʿariten betrachten sich als die theologische Hauptströmung des sunnitischen Islams und grenzen sich sowohl gegenüber den rationalistischen Muʿtaziliten als auch gegenüber den literalistisch-traditionalistischen Hanbaliten ab. Die aschʿaritische Lehre hat sich bereits in vormoderner Zeit in fast alle Länder der islamischen Welt verbreitet und ist bis heute bei den Malikiten und Schafiiten die vorherrschende theologische Richtung. Zu den Lehren, für die die Aschʿariten besonders bekannt sind, gehören ihre spezielle Auffassung von der Rede Gottes, wonach diese keinen lautlichen Charakter hat, sondern als innere Rede (kalām nafsī) in Gottes Wesen subsistiert. Der Koran und die anderen offenbarten Bücher sind nach der aschʿaritischen Lehre also nicht die Rede Gottes, sondern nur Ausdruck derselben. Bekannt ist auch ihre besondere Handlungstheorie, wonach die Handlungen der Menschen von Gott erschaffen werden, der Mensch sie jedoch erwerben muss. Die aschʿaritischen Lehren sind sowohl von traditionalistischer, als auch von muʿtazilitischer und philosophischer Seite heftig kritisiert worden. Die Muʿtaziliten stießen sich besonders an der aschʿaritischen Bejahung des Taklīf mā lā yutāq, d. h. der Möglichkeit, dass Gott den Menschen etwas auferlegen kann, was sie nicht zu leisten imstande sind.

## Herausbildung
Einer der frühesten Belege für eine als Aschʿarīya bekannte Gruppierung ist das um 985 verfasste Werk Kitāb Aḥsan at-taqāsīm fī maʿrifat al-aqālīm des Geographen Schams ad-Dīn al-Maqdisī. Er notiert darin, dass in seiner Zeit die Bezeichnung Aschʿarīya die frühere Bezeichnung Kullābīya für die Anhängerschaft Ibn Kullābs verdrängt habe. Dafür, dass al-Aschʿarī nach seiner Abwendung von der Muʿtazila selbst der kullābitischen Schule zugehört hat, gibt es einige Belege. So bezeichnete ihn sein Zeitgenosse Al-Masʿūdī (gest. 956) als Kullābiten (Kullābī), und der ebenfalls zeitgenössische Ibn an-Nadīm führt ihn in seinem Fihrist unter der Kullābīya auf. Al-Aschʿarī selbst äußerte, dass die meisten Lehren der Anhänger Ibn Kullābs mit dem übereinstimmen, was die Sunniten (ahl as-sunna) lehren, und in einer seiner Abhandlungen verteidigte er Ibn Kullābs Attributenlehre gegen die Einwendungen Ibn ar-Rāwandīs.
Das Aschʿaritentum bedeutete anfangs auch eine Abgrenzung gegenüber bestimmten zeitgenössischen Strömungen der Muʿtazila. Dies wird in einer Passage des Werks al-Imtāʿ wa-l-muʾānasa von Abū Haiyān at-Tauhīdī (gest. nach 1009) deutlich, an der der Autor seinen Verdruss über den Parteiengeist der zeitgenössischen Theologen äußert und die Unsitte beklagt, Menschen nach ihrem religiösen Standpunkt zu etikettieren. Die Namen der von ihm angeführten islamische Lehrrichtungen, die er dabei anführt, stellt er dabei häufig zu Gegensatzpaaren zusammen. Den Aschʿariten (al-Ašʿarī) stellt er hierbei dem Dschubbā'iten (al-Ǧubbāʾī), also dem Anhänger des muʿtazilitischen Gelehrten Abū ʿAlī al-Dschubbā'ī und seines Sohns Abū Hāschim al-Dschubbā'ī, gegenüber. Dass er ausgerechnet Aschʿariten und Dschubbā'iten einander gegenüberstellte, hatte wahrscheinlich damit zu tun, dass al-Aschʿarī vor seinem Wechsel zur Kullābīya ein Schüler Abū ʿAlī al-Dschubbā'īs gewesen war.

## Verbreitung

### Irak und Iran
Dem geographischen Werk Schams ad-Dīn al-Maqdisīs lässt sich entnehmen, dass es schon in der zweiten Hälfte des 10. Jahrhunderts in Bagdad eine aschʿaritische Gemeinde gab. Asch-Schaich al-Mufīd (gest. 1022) erwähnt, dass sich zu seiner Zeit bereits die Mehrheit der Schafiiten in Bagdad, Basra, Chusistan, Persien, Chorasan und anderer Länder dieser Lehrrichtung angeschlossen hatte. Als bedeutenden aschʿaritischen Gelehrten nennt er Ibn Mudschāhid aus Basra, der durch al-Bāhilī ein indirekter Schüler al-Aschʿarīs war, sowie al-Bāqillānī (gest. 1013). Für die Vermittlung der Aschʿarīya nach Chorasan war Ibn Fūrak (gest. 1015) sehr wichtig. Ibn ʿAsākir schreibt dem schafiitischen Gelehrten Muhammad ibn Sulaimān as-Suʿlūkī (gest. 980) und seinen Nachkommen das Verdienst zu, die Lehrrichtung der Aschʿarīya in Nischapur verbreitet zu haben. Sie sollen dort auch Muʿtaziliten, Rāfiditen und Karrāmiten bekämpft haben. Ein Schüler al-Bāqillānīs war der hanafitische Qādī von Mosul Abū Dschaʿfar as-Simnānī (gest. 1052). Ibn Hazm bezeichnet ihn als den Vorsteher (muqaddam) der Aschʿariten in seiner Zeit.
Unter dem seldschukischen Sultan Toghril Beg, der selbst ein Hanafit war, und seinem Wesir al-Kundurī, der die Muʿtaziliten unterstützte, kam es jedoch zu einer Verfolgung der Aschʿariten. Als 1053 Toghril Beg alle Neuerer beim Freitagsgebet von den Kanzeln herab verfluchen ließ, sorgte al-Kundurī dafür, dass diese Bezeichnung auch auf die Aschʿariten ausgeweitet wurde. Nach Tādsch ad-Dīn as-Subkī wollte er damit einen persönlichen Rivalen ausschalten, Abū Sahl Ibn al-Muwaffaq, den Anführer der Schafiiten in Nischapur, der ein bekannter Anhänger der aschʿaritischen Lehrrichtung war und von dem al-Kundurī fürchtete, dass er ihm sein Amt streitig machen könnte. Toghril Beg befahl, vier Anführer der Aschʿariten zu verhaften, darunter al-Dschuwainī (gest. 1085) und al-Quschairī (gest. 1072), und um die 400 Aschʿariten flüchteten nach Mekka.
Die Aschʿariten setzten sich gegen ihre Verfolgung zur Wehr, indem sie sich in Bagdad von dem hanafitischen Qādī Muhammad ibn ʿAlī ad-Damaghānī (gest. 1085) und seinem schafiitischen Kollegen Abū Ishāq asch-Schīrāzī (gest. 1083) eine Fatwa erteilen ließen, in der ihre Rechtgläubigkeit bescheinigt wurde. In der Version, die von Abū Ishāq asch-Schīrāzī unterzeichnet wurde, lautete die Fatwa:

„Die Aschʿariten sind die Anführer (aʿyān) der Sunna und die Vorkämpfer der Scharia. Sie haben sich für die Abwehr der Neuerer von den Qadariten, Rāfiditen und anderen eingesetzt. Wer sie verleumdet, verleumdet die Sunniten. Wenn ein derartiges Vergehen demjenigen, der über die Angelegenheit der Muslime wacht, zur Anzeige gebracht wird, muss er die betreffenden Personen in der Weise züchtigen, dass jeder davon abgeschreckt wird.“

Unter Toghril Begs Nachfolger Alp Arslan (reg. 1063–1072) kam es zu einer Änderung der seldschukischen Religionspolitik. Alp Arslans Wesir Nizam al-Mulk war ein aschʿaritischer Schafiit und gründete eine Anzahl von islamischen Hochschulen, in der besonders Gelehrte mit dieser Ausrichtung zum Zuge kamen. Die bedeutendste dieser Nizāmīya-Schulen wurde 1065 in Bagdad gegründet. An ihr wurde al-Dschuwainīs Schüler al-Ghazali tätig. Al-Dschuwainī selbst erhielt einen Lehrstuhl an der Nizamīya von Nischapur. Im Jahr 1076 kam es in Bagdad zu schweren Kämpfen zwischen Aschʿariten und Hanbaliten, nachdem Abū Nasr al-Quschairī (gest. 1120), der Sohn und Schüler des oben genannten Mystikers Abū l-Qāsim al-Quschairī, in der Stadt eingetroffen war und angefangen hatte, in der Nizāmīya für die aschʿaritische Lehrrichtung zu predigen. Dadurch hatten sich die Anzahl der aschʿaritischen Anhänger und Eiferer vermehrt. Hierauf waren die Hanbaliten ihre Anhänger zum Sūq der Nizamīya-Schule gezogen und hatten dort eine Anzahl von den Aschʿariten getötet.
Der schiitische Autor ʿAbd-al-Dschalīl Qazwīnī, der zwischen 1160 und 1170 ein Buch verfasste, um die Angriffe eines zum Sunnitentum abgefallenen Glaubensbruders zurückzuweisen, berichtet darin, dass eine der drei Hauptmoscheen seiner Heimatstadt Raiy in der Hand der Aschʿariten war. Ein weiterer bedeutender Aschʿarit in Ostiran war später Fachr ad-Din ar-Razi (gest. 1209).

### Ägypten und Syrien
Auch in Ägypten und Syrien hielt die Aschʿarīya bald Einzug. Als Anfang des 11. Jahrhunderts der hanbalitische Sufi Ahmad al-Mālīnī (gest. 1022) mit einer Anzahl von Gefährten nach Ägypten reiste, wurde die Gruppe, als sie sich in der ʿAmr-ibn-al-ʿĀs niederlassen wollte, von einem Scheich verscheucht, der sie darauf hinwies, dass dies der Platz der Aschʿariten (mauḍiʿ al-Ašʿarīya) sei. Zu einem der entschiedensten Verteidiger der aschʿaritischen Lehre in Syrien wurde der Historiograph Ibn ʿAsākir (gest. 1176).
Nach al-Maqrīzī trug auch Sultan Saladin, der 1171 Ägypten unter seine Kontrolle brachte, zur Verbreitung der aschʿaritischen Lehrrichtung bei. Er wuchs schon mit dieser Glaubenslehre auf, als er im Dienst des Zengiden Nūr ad-Dīn (gest. 1173) stand, und memorierte im Knabenalter ein Glaubensbekenntnis, das ihm der ostiranische Gelehrte Masʿūd ibn Muhammad an-Naisābūrī, ein Absolvent der Nizāmīya von Nischapur, verfasst hatte. Dieses Glaubensbekenntnis ließ er auch seine Kinder lernen. Das war nach al-Maqrīzī der Grund dafür, dass Saladins Nachkommen, die Aiyubiden der aschʿaritischen Lehrrichtung die Treue hielten und auch alle anderen Menschen dazu anhielten, sich ihr anzuschließen.
Der Einfluss der Aschʿarīya zeigte sich nun auch hier im Schulwesen. So wurde im Jahre 1180 für die schafiitischen Rechtsgelehrten, „die durch die aschʿaritische Einheitslehre charakterisiert sind“ (al-mauṣūfūn bi-l-uṣūlīya al-muwaḥḥida al-Ašʿarīya), in der Nähe des Mausoleums von asch-Schāfiʿī im Südosten von Kairo eine eigene Madrasa errichtet. Der aiyubidische Herrscher al-Malik al-Aschraf (reg. 1229–1237) stiftete 1232 in Damaskus eine Hochschule für Hadith-Wissenschaften, die als Dār al-Hadīth al-Aschrafīya bekannt wurde. In der Stiftungsurkunde legte er fest, dass alle Lehrer die dort angestellt wurden, Schafiiten und Aschʿariten sein mussten. An ihr waren später so bedeutende Gelehrte wie an-Nawawī (gest. 1277) und al-Mizzī (gest. 1341) tätig.
Auch die türkischen Bahri-Mamluken, die Ägypten von 1279 bis 1382 regierten, hielten an der Förderung der Aschʿariten fest. Zu den syrischen Gelehrten des 14. Jahrhunderts, die sich explizit zur Aschʿarīya bekannten, gehörte der Koranexeget und Geschichtsschreiber Ibn Kathīr (gest. 1373), was deshalb besonders bemerkenswert war, weil sein Lehrer Ibn Taimīya ein dezidierter Gegner dieser Lehrrichtung gewesen war.

### Maghreb und al-Andalus
Von Ägypten aus verbreitete sich die Aschʿarīya mit großer Geschwindigkeit auch in den islamischen Westen. Ein wichtiger Zeitzeuge dieses Prozesses war Ibn Hazm (gest. 1064), der in seinem doxographischen Werk al-Faṣl fi-l-milal wa-l-ahwāʾ wa-n-niḥal schreibt: „Was die Aschʿariten betrifft, so waren sie (zuerst) in Bagdad und Basra. Dann (aber) entstand ihnen ein Markt auf Sizilien, in Kairouan und in al-Andalus“. Einer der frühesten Aschʿariten in Nordafrika scheint Abū l-Hasan al-Qābisī (gest. 1012) gewesen zu sein. Ibn ʿAsākir zitiert ihn mit der Aussage: „Abū l-Hasan al-Aschʿarī war einer derjenigen gewesen, die der Wahrheit zur Hilfe kamen; wir kennen niemanden von den Gerechten, der ihm diesen Rang vorenthielt oder oder ihm einen anderen Zeitgenossen vorzog.“ Zu den führenden aschʿaritichen Gelehrten von al-Andalus in dieser Zeit gehörte Abū l-Walīd al-Bādschī (gest. 1081). Er hatte die aschʿaritische Lehre in Mosul bei Abū Dschaʿfar as-Simnānī kennengelernt.
Zu denjenigen, die sich während der Almoravidenzeit mit Kalām-Wissenschaft entsprechend der Lehrrichtung der Aschʿariten befassten, gehörte der saragossische Gelehrte Yūsuf ibn Mūsā al-Kalbī (gest. 1126). Auch der führende almoravidische Gelehrte Abū l-Walīd ibn Ruschd (gest. 1126) stand der Aschʿarīya relativ positiv gegenüber. Als ihn der almoravidische Herrscher ʿAlī ibn Yūsuf ibn Tāschufīn um eine Fatwa über die Aschʿariten bat und in seiner Anfrage auf Leute verwies, die die Aschʿariten verunglimpften und herabsetzten, verteidigte sie Abū l-Walīd ibn Ruschd in seiner Antwort als „Imame des Guten und der Rechtleitung“, die Nachahmung verdienten. Und als ihn ʿAlī ibn Yūsufs Bruder Ibrāhīm über das Verhältnis zwischen Aschʿarīya und mālikitischer Lehrrichtung befragte, antwortete er, dass die aschʿaritischen Imame mit ihrer Rede über die Grundlagen der Religion und ihrem speziellen Wissen darüber nicht von den Lehrrichtungen der Rechtsgelehrten abgewichen seien.
Zu einer noch stärkeren Verbreitung der Aschʿarīya trug der Mahdi Ibn Tūmart (gest. 1130) bei, der den Almohadenstaat gründete. Ibn Chaldūn berichtet, dass er während seines Aufenthalts im Orient mit den Anführern der Aschʿariten zusammengetroffen und ihre Lehren übernommen hatte. Nach seiner Rückkehr in den Maghreb blieb er bei der aschʿaritischen Lehrrichtung und warf den Bewohnern des Maghreb vor, davon abgewichen zu sein und nicht mehr, wie es die aschʿaritische Lehrrichtung vorsieht, die Textstellen, die ein körperliches Gottesbild nahelegen, metaphorisch auszulegen, sondern sie in Nachahmung der Altvorderen wörtlich zu nehmen. In Anspielung auf diese Missbilligung des körperlichen Gottesbildes seien Ibn Tūmarts Anhänger „die Almohaden“ (al-muwaḥḥidūn = Bekenner der Einheit Gottes) genannt worden. Ibn Chaldūn meinte, dass Ibn Tūmart die aschʿaritische Lehre auch erst im Maghreb eingeführt und selbst in dieser Lehre die Führerschaft (imāma) innegehabt habe.
Bis zum 12. Jahrhundert erlangte die Aschʿarīya im Maghreb eine so beherrschende Stellung, dass Averroes (gest. 1198), wenn er von den „Kalām-Gelehrten unserer Religionsgemeinschaft“ (al-mutakallimūn min millatinā) sprach, eigentlich die Aschʿariten meinte.

### Die Verbindung zu den verschiedenen Rechtsschulen
Tādsch ad-Dīn as-Subkī (gest. 1368), selbst ein eifriger Verfechter der aschʿaritischen Lehre, notierte im mamlukischen Damaskus mit Genugtuung, dass sich zu seiner Zeit in den vier sunnitischen Rechtsschulen, die aschʿaritische Theologie fast vollständig durchgesetzt hatte:

„Ich weiß, dass die Malikiten alle Aschʿariten sind, wobei ich keinen von ihnen ausnehme. Von den Schafiiten sind die meisten Aschʿariten, wobei ich nur diejenigen ausnehme, die sich dem Korporealismus (taǧsīm) oder dem Iʿtizāl angeschlossen haben. Auch die Hanafiten sind mehrheitlich Aschʿariten. Ich meine damit, dass sie die Glaubenslehre al-Aschʿarīs teilen. Es gehören nur diejenigen von ihnen nicht dazu, die sich der Muʿtazila angeschlossen haben. Was die Hanbaliten anlangt, so sind die Mehrheit ihrer führenden Gelehrten ebenfalls Aschʿariten. Es weichen nur diejenigen von ihnen von der Glaubenslehre al-Aschʿarīs ab, die sich den Korporealisten (ahl at-taǧsīm) angeschlossen haben. Und das sind in dieser Gruppe der Hanbaliten mehr als bei den anderen.“

Die besondere Beziehung der Malikiten zur Aschʿarīya macht as-Subkī noch an einer anderen Stelle deutlich, wo er sagt: „Die Malikiten sind diejenigen Menschen, die die speziellste Beziehung zu al-Aschʿarī haben, denn wir können uns an keinen Malikiten erinnern, der nicht Aschʿarit ist.“ Hasan ibn ʿAbd al-Muhsin Abū ʿUdhba, ein Gelehrter, über den nur sehr wenig bekannt ist, konstatierte um die Mitte des 18. Jahrhunderts, dass in den Ländern des Maghreb die Glaubenslehren der Aschʿariten berühmt seien, und führte das auf die dortige Vorherrschaft der malikitischen Lehrrichtung und die Vorliebe der Malikiten für die Glaubenslehre al-Aschʿarīs zurück.
Aber auch die Verbindung zwischen Schafiiten und Aschʿarīya war sehr fest, so dass der syrische Dichter Muhammad ibn Ibrāhīm al-ʿAbdalī (gest. 1408) in einem seiner Gedichte asch-Schāfiʿī die Aussage zuschrieb: „Nichts Gutes ist an einem Schafiiten, der nicht Aschʿarit ist.“ Gegen eine solche Verbindung hatte sich früher der persische Gelehrte Abū l-Hasan Muhammad ibn ʿAbd al-Malik al-Karadschī (gest. 1138) ausgesprochen. Ibn Taimīya zitiert ihn mit den Worten: „Wer sagt, dass er hinsichtlich des Rechts ein Schafiit sei und hinsichtlich der Glaubenslehre ein Aschʿarit, dem sagen wir: Es sind Gegensätze (aḍdād), nein vielmehr ist es Apostasie (irtidād), denn asch-Schāfiʿī war hinsichtlich der Glaubenslehre kein Aschʿarit.“

### Die Aschʿarīya als die vorherrschende Lehrrichtung bei den Muslimen
Schon ab dem 13. Jahrhundert sprechen mehrere muslimische Autoren davon, dass die Aschʿarīya zur vorherrschenden Lehrrichtung bei den Muslimen geworden sei. So klagte zum Beispiel der jemenitische Gelehrte as-Saksakī (gest. 1284), der der Aschʿarīya ablehnend gegenüberstand, dass die Aschʿariten in seiner Zeit sehr viele seien und sich überall in den Landen ausgebreitet hätten, mehr als dass man sie noch zählen könne. At-Taftāzānī (gest. 1390) meinte, dass von den Sunniten in Chorasan, Irak und Syrien und der Mehrheit der Länder bekannt sei, dass sie Aschʿariten seien, lediglich in Transoxanien seien sie Maturiditen. Al-Maqrīzī schreibt im 15. Jahrhundert, dass zu seiner Zeit die Lehrrichtung al-Aschʿarīs in den islamischen Ländern so verbreitet gewesen sei, dass man alle anderen Lehrrichtungen vergessen habe und keine andere Lehrrichtung mehr übrig geblieben sei, die ihr entgegenträte, höchstens noch die Hanbaliten.
Bezeugt wird die weite Verbreitung der aschʿaritischen Lehrrichtung auch von dem zu Anfang des 16. Jahrhunderts schreibenden Leo Africanus. In seiner „Beschreibung Afrikas“, die von Giovan Battista Ramusio 1550 herausgegeben wurde, erklärt er, dass es bei den Muslimen zu seiner Zeit eigentlich nur zwei „Sekten“ gebe, nämlich diejenige von al-Aschʿarī, die sich in Afrika, Ägypten, Syrien, Arabien und der ganzen Türkei verbreitet habe, und die Imāmīya, welche man in ganz Persien und einigen Gegenden Chorasans antreffe. Allerdings befand sich, wie Leo Africanus bemerkt, die Aschʿarīya in seiner Zeit im Osten auf dem Rückzug. Als Grund dafür nennt er den persischen König Sofi, womit Schah Ismail I. (reg. 1501–1524) gemeint ist. Um die Imāmīya mit Gewalt zu verbreiten, habe er ganz Asien verheert und dabei auch die Lehrrichtung al-Aschʿarīs verdrängt.
Der ägyptische Gelehrte asch-Schaʿrānī (gest. 1565), der die Sunniten mit den Aschʿariten gleichsetzt, verweist ebenfalls auf die weite Verbreitung dieser Glaubenslehre unter den Muslimen und erklärt, dass diese der Grund dafür sei, dass die Menschen, wenn sie von Rechtgläubigkeit (ṣiḥḥat al-ʿaqīda) sprächen, damit immer die aschʿaritische Glaubenslehre meinten.

## Lehrbücher
Wichtige aschʿaritische theologische Handbücher aus der Frühzeit sind at-Tamhīd von al-Bāqillānī, Uṣūl ad-Dīn von ʿAbd al-Qāhir al-Baghdādī (gest. 1037) und al-Iršād von al-Dschuwainī. Abū ʿUdhba nennt um die Mitte des 18. Jahrhunderts al-Āmidīs Ġīd al-abkār (sic!), Fachr ad-Dīn ar-Rāzī Nihāyat al-ʿuqūl und al-Arbaʿīn fī uṣūl ad-dīn, ʿAdud ad-Dīn al-Īdschīs al-Mawāqif und at-Taftāzānīs al-Maqāṣid sowie dessen Kommentar als die gängigsten Kalām-Bücher der Aschʿariten.

## Lehre

### Die Bedeutung des Verstands
Die Aschʿarīya wird in den aschʿaritischen Quellen meist als ein Mittelweg zwischen dem Rationalismus der Muʿtazila und dem Traditionalismus der Hanbaliten beschrieben. Ibn Hazm schreibt den Aschʿariten die Lehre zu, dass nur derjenige ein Muslim ist, der die Richtigkeit seines Glauben auch argumentativ begründen kann. Die Pflicht zur argumentativen Begründung (istidlāl) trifft ihn allerdings erst nach Erreichen der Geschlechtsreife. Averroes schreibt den Aschʿariten die Lehre zu, dass das Fürwahrhalten (taṣdīq) der Existenz Gottes nur durch den Verstand (ʿaql) zustande kommen kann.
Während die Muʿtaziliten sich darüber einig sind, dass es Dinge gibt, bei denen notwendigerweise bekannt ist, ob sie gut oder böse sind, und andere Dinge, bei denen dies durch die Vernunft erschlossen werden kann, vertreten die Aschʿariten die Ansicht, dass sowohl Gut als auch Böse Standards sind, die durch die religionsgesetzlichen Normen (šarʿīyāt) bestimmt werden. Von daher ist gut, was Gott als der Gesetzgeber befiehlt, und böse, was er verbietet, weil dieses Wissen weder durch logisches Denken noch durch Konsens erreicht werden kann und sich auch nicht notwendig ergibt.

### Gottesbeweise
Nach Averroes verfolgten die Aschʿariten beim Beweis der Existenz Gottes folgende Methode: Sie leiteten diese daraus ab, dass die Welt entstanden (ḥādiṯ) ist; die Entstandenheit der Welt fußt bei ihnen wiederum auf der Lehre, dass die Körper aus Atomen zusammengesetzt sind, dass diese Atome hervorgebracht (muḥdaṯ) sind und dass durch deren Entstandenheit auch die Körper hervorgebracht sind. Bei dem Nachweis der Entstandenheit der Welt verfolgten die Aschʿariten nach Averroes allerdings zwei Methoden:
- Die erste Methode, die berühmter ist, fußt auf drei Prämissen: 1. Substanzen sind nicht frei von Akzidentien; 2. Die Akzidentien sind in der Zeit entstanden; 3. Das, was nie frei von entstandenen Dingen ist, ist selbst in der Zeit entstanden.[55]
- Die zweite Methode, die von al-Dschuwainī entwickelt wurde, basiert auf zwei Prämissen: 1. Es ist denkbar (ǧāʾiz), dass sich die Welt mit allem, was in ihr ist, auch gegenteilig zu dem, wie sie sich tatsächlich verhält, verhalten könnte; 2. Das Denkbare ist hervorgebracht (muḥdaṯ) und benötigt einen Hervorbringer, d. h. einen Urheber, der es in einen der denkbaren Zustände versetzt, der ihm angemessener als der andere erscheint.[56]

Die erste Methode entspricht dem Gottesbeweis „aus den Akzidentien“, die zweite dem Kontingenzbeweis.
Um die Einzigkeit Gottes zu beweisen, verwendeten die Aschʿariten nach Averroes den „Beweis der Behinderung“ (dalīl al-mumānaʿa). Er geht folgendermaßen:

„Wenn es zwei oder mehr [Gottheiten] geben würde, dann ist es denkbar, dass zwischen ihnen Uneinigkeit besteht; Und wenn zwischen ihnen beiden Uneinigkeit besteht, dann führt dies zu höchstens drei möglichen Situationen: Entweder kommt das, was ein jeder von beiden will, beides gemeinsam zustande; oder das, was ein jeder von beiden will, kommt beides nicht zustande, oder das, was der eine will, kommt zustande, während das, was der andere will, nicht zustande kommt. Es ist aber ganz und gar unmöglich, dass beides nicht zustande kommt, was ein jeder von beiden will; denn wenn dies der Fall wäre, dann wäre die Welt weder vorhanden noch nicht vorhanden. Es ist aber auch ganz und gar unmöglich, dass beides zustande kommt, was ein jeder von beiden will; denn wenn dies der Fall wäre, dann wäre die Welt sowohl vorhanden als auch nicht vorhanden. So bleibt lediglich übrig, dass zustande kommt, was der eine will, während das, was der andere will, nicht erreicht wird. Doch wer nicht erreicht, was er will, ist unfähig; Unfähigkeit aber ist unvereinbar mit einer Gottheit.“

### Gotteslehre
Hinsichtlich der Gotteslehre, beanspruchten die Aschʿariten, einem Mittelweg zu folgen. Während andere Gruppen wie die Karrāmiten durch ihre wörtliche und materielle Interpretation der im Koran für Gott verwendeten Begriffe wie „Hand“, „Gesicht“, „Auge“ zur Verähnlichung (tašbīh) neigten, Muʿtaziliten umgekehrt durch metaphorische Interpretation dieser Begriffe Gott derartige Körperteile absprachen und damit eine ihrer Auffassung nach fehlerhafte „Entleerung“ (taʿṭīl) Gottes betrieben, meinten die Aschʿariten, man müsse diese Begriffe amodal verstehen, also weder metaphorisch, noch wörtlich, sondern „ohne zu fragen, wie“ (bi-lā kaif). Den Koranvers über das Sitzen (istiwāʾ) Gottes auf dem Thron (Sure 20, Vers 5) und den Hadith, nach dem Gotte jede Nacht auf den untersten Himmel hinabsteigt, deuteten sie im übertragenen Sinne, im Gegensatz zu den Hanbaliten, die diese Aussagen wörtlich interpretierten. Insgesamt deuteten die Aschʿariten jedoch weniger Koranverse und Hadithe metaphorisch als die Muʿtaziliten.
Kennzeichnend für die Aschʿariten ist auch ihre spezielle Attributenlehre. Gott hat Eigenschaften, auf die seine Taten hinweisen und die man nicht leugnen kann. So wie seine Taten darauf hinweisen, dass Gott wissend, mächtig und wollend ist, weisen sie auch Wissen (ʿilm), Macht (qudra), Wille (irāda) hin, weil sich das Prinzip des Beweises bei einem Gegenwärtigen und einem Abwesenden nicht unterscheidet. Diese Eigenschaften oder Attribute (ṣifāt) bestehen in Gottes Wesen und sind zusammen mit ihm präexistent. Dasselbe gilt für Gehör (samʿ) und Sehkraft (baṣar). Nach dem kairinischen Gelehrten Ibn al-Afkānī (gest. 1348) glauben die Aschʿariten an die Existenz von insgesamt acht präexistenten Attributen, nämlich Leben, Wissen, Macht, Willen, Rede, Gehör, Sehkraft und Dauer (baqāʾ), die in seinem Wesen bestehen und weder mit ihm identisch sind noch etwas anderes als er. Asch-Schahrastānī treibt diese negative Theologie noch weiter: man könne nach der aschʿaritischen Lehre über die in Gottes Wesen bestehenden präexistenten Attribute auch nicht sagen, dass sie nicht mit ihm identisch sind oder nicht etwas anderes als er. Al-Hākim al-Dschischumī (gest. 1101) schreibt den Aschʿariten die Lehre zu, dass es neben Gott insgesamt neun präexistente Dinge (qudamāʾ tisʿa) gibt. Die Macht, durch die Gott mächtig ist, und das Wissen, durch das er wissend ist, seien weder mit ihm identisch, noch etwas anderes als er, und sie seien auch kein Teil von ihm. Auch das Sitzen (istiwāʾ) Gottes auf dem Thron, von dem in Sure 20, Vers 5 die Rede ist, sollen sie zu einem Attribut Gottes erklärt haben.
Gott hat zu allem die Macht außer zur Ungerechtigkeit (ẓulm) und Tyrannei (ǧūr). Außerdem kann er keine Kinder bekommen und kein Prophetenwunder (muǧiza) durch einen Lügner geschehen lassen oder das Undenkbare (al-muḥāl) tun oder den Tauhīd aufheben. Die Rede Gottes ist nach aschʿaritischer Lehre ein schon immer bestehendes unerschaffenes Wesensattribut (ṣifat ḏāt) Gottes, das weder mit ihm noch mit seinem Wissen identisch ist, wobei es nur eine Rede Gottes gibt.
Ein fester Glaubenssatz der aschʿaritischen Theologie war die Möglichkeit der Schau Gottes. Während allerdings Abū Tammām den Aschʿariten nachsagt, dass die Gläubigen nach ihrer Lehre Gott (im Jenseits) mit ihren eigenen Augen (bi-aʿyunihim) sehen sollen, schreibt al-Hākim al-Dschischumī ihnen die Lehre zu, dass „Gott in keiner Richtung und keiner festgelegten Modalität gesehen wird“ (yurā Llāh lā fī ǧiha wa-lā fī kaif).

### Die Rede Gottes und der Koran
Ein weiterer Lehrpunkt betrifft die Rede Gottes und den Koran. Während die Muʿtaziliten die Lehre von der Erschaffenheit des Korans vertraten, die Hanbaliten dagegen den Koran als Rede Gottes für unerschaffen hielten, unterschieden die Aschʿariten ähnlich wie Ibn Kullāb zwischen der „inneren Rede“ (kalām nafsī) Gottes, die bei Gott ist und nur die Bedeutungen (maʿānī) umfasst, und der „lautlichen Rede“ (kalām lafẓī) Gottes, die sich in dem offenbarten und rezitierbaren Koran manifestiert. Die durch die Zunge der Engel auf die Propheten herabgesandten Ausdrücke und Worte sind nach der aschʿaritischen Lehre nur Hinweisungen (dalālāt) auf die ursprungslose Rede (kalām azalī). Während die Hinweisung selbst erschaffen (maḫlūq) und in der Zeit hervorgebracht (muḥdaṯ) ist, ist das, worauf hingewiesen wird (al-madlūl), präexistent (qadīm) und ursprungslos (azalī). Das Gehörte (al-masmūʿ), also das, was gehört wird, wenn der Koran vorgetragen wird, halten die Aschʿariten nicht für die Rede Gottes, weil diese ihrer Meinung nach ein Attribut ist, das in Gottes Wesen (ḏāt) besteht. Die Aschʿariten unterschieden auch zwischen der Rezitation (tilāwa) des Korans, die sie für hervorgebracht (muḥdaṯ) und erschaffen (maḫlūq) hielten, und dem Rezitierten (al-matlūw), während Hanbaliten Rezitation und Rezitiertes einander gleichsetzten.
Der Iʿdschāz bezieht sich nach aschʿaritischer Auffassung nur auf die Bedeutungsebene des Korans. Der Mindestumfang an Text, in dem sich der Iʿdschāz zeigt, entspricht der Länge der kürzesten Sure des Korans, nämlich der Sure al-Kauthar. Textstücke von noch geringerem Umfang können ihrer Auffassung diese Eigenschaft nicht aufweisen. Zur Begründung dieses Lehrpunkts stützten sich die Aschʿariten auf die koranische Aussage „Sprich: So bringt doch eine Sure gleicher Art herbei“ in Sure 10:38.

### Handlungstheorie
Bezüglich der Handlungen der Menschen lehren die Aschʿariten, dass diese von Gott erschaffen werden. Allerdings rührt nach ihrer Auffassung die Handlung von zwei separaten Handelnden (nämlich Gott und Mensch) her. In dieser Auffassung stimmten sie mit den Kullābiten und den Naddschāriten überein. Al-Hākim al-Dschischumī bringt die aschʿaritische Lehrposition auf die Formel, dass die Handlung des Menschen für Gott eine Erschaffung (ḫalq) und für ihn selbst eine Aneignung (kasb) ist. Damit war die Kasb-Theorie gemeint, für die die Aschʿariten später bekannt wurden. Kennzeichnend für die aschʿaritische Handlungstheorie ist außerdem, dass das Handlungsvermögen (istiṭāʿa) erst gleichzeitig mit der Handlung selbst eintritt. Nach asch-Schahrastānī vertreten die Aschʿariten hinsichtlich des Kasb die folgende Lehre:

„Gott hat sein Verfahren (sunna) so eingerichtet, dass Er kurz nach der in der Zeit entstehenden Handlungsmacht (qudra), unter ihr oder mit ihr die resultierende Handlung erschafft, wenn der Mensch sie will und sich ihr hingibt; und dieses Tun wird Aneignung (kasb) genannt. Von Seiten Gottes ist es Erschaffen, insofern als es Hervorbringen und Bewirken ist, und von Seiten des Menschen ist es Aneignung, insofern als es unter seiner Handlungsmacht geschieht.“

Außerdem gelten die Aschʿariten als Verfechter des Taklīf mā lā yutāq, also der Möglichkeit, dass Gott den Menschen etwas Unerfüllbars auferlegen könne. So äußerte zum Beispiel der Zaidit Ibn al-Murtadā (gest. 1437), die Möglichkeit der „Auferlegung des Unerfüllbaren“ sei ein fester Lehrsatz der Aschʿariten. In Wirklichkeit waren die Meinungen zum Taklīf mā lā yutāq innerhalb der aschʿaritischen Schule allerdings geteilt.

### Das Wesen des Glaubens und die Fürsprache
Asch-Schahrastānī schreibt in seinem Kapitel zu den Aschʿariten al-Aschʿarī die Lehre zu, dass der Glaube (Īmān) nur das Fürwahrhalten (taṣdīq) im Herzen ist; das Aussprechen mit der Zunge (al-qaul bi-l-lisān) und die Erfüllung der Hauptpflichten (al-ʿamal ʿalā al-arkān) sind dagegen lediglich Zweige (furūʿ), die sich daraus ergeben. Der Glaube dessen, der im Herzen die Einheit Gottes für wahr hält, d. h. sich dazu bekennt, und die Gesandten anerkennt, indem er im Herzen für wahr hält, was sie gebracht haben, ist also gültig, so dass er, wenn er in diesem Zustand stirbt, ein Gläubiger ist, der zur Seligkeit gelangt. Er fällt nur dann aus dem Glauben heraus, wenn er etwas von dem Genannten leugnet. Was denjenigen betrifft, der eine schwere Sünde (kabīra) begeht und dann ohne reumütige Umkehr stirbt, so steht sein Urteil bei Gott. Er kann ihm durch seine Barmherzigkeit oder aufgrund der Fürsprache des Propheten vergeben, oder ihm nach dem Maße seines Vergehens bestrafen und ihn dann durch seine Barmherzigkeit ins Paradies führen. Undenkbar ist jedoch, dass er den Gläubigen zusammen mit den Ungläubigen ewig in der Hölle belässt, weil es in der Offenbarung heißt, dass aus der Hölle jeder, in dessen Herz soviel Glauben als ein Stäubchen ist, herausgebracht wird. Die Fürsprache (šafāʿa) des Gottesgesandten und ihre Wirkung für diejenigen aus seiner Umma, die schwere Sünden begangen haben, ist ein festes Dogma bei den Aschʿariten. Sie stützt sich auf den Hadith, wonach Mohammed gesagt haben soll: „Meine Fürsprache gilt den schweren Sündern meiner Gemeinde (Umma)“.

### Sonstiges
Ibn Hazm schreibt den Aschʿariten außerdem die Lehre zu, dass die Geister Akzidentien sind, die keine zwei Augenblicke lang bestehen, sondern vergehen und nach dem Tod kein Geist mehr existiert.
Die Aschʿariten halten auch am Imamat fest, doch wird nach ihrer Auffassung der Imam nicht durch Designation (naṣṣ) oder Ernennung (taʿyīn) festgelegt, sondern durch Einigung (ittifāq) und Wahl (iḫtiyār). Eine solche Einigung sei bei allen der ersten vier Kalifen, wenn auch unter unterschiedlichen Umständen, zustande gekommen.

## Selbstverständnis
Für Aschʿariten war es lange Zeit nicht üblich, sich selbst so zu nennen. Vielmehr verwendeten sie für sich meistens die Bezeichnung ahl al-ḥaqq („Leute der Wahrheit“), so zum Beispiel Abū Ishāq asch-Schīrāzī (gest. 1083) in seinem Kitāb al-Išāra ilā maḏhab ahl al-ḥaqq, in dem er schreibt, dass die ahl al-ḥaqq diejenigen seien, die sich zu dem Imam Abū l-Hasan al-Aschʿarī bekennen, und alle anderen Ungläubige seien.
Späteren Aschʿariten, die diesen Namen für sich annahmen, war es wichtig, zu betonen, dass sie keine neue geschaffene Sekte bildeten, sondern einem Lehrer folgten, der lediglich ursprünglichen Lehren des Islams wiederbelebt hatte. So schrieb Tādsch ad-Dīn as-Subkī (gest. 1368):

„Wisse, dass Abū l-Hasan keine subjektive Meinung (raʾy) kreiert und keine (neue) Lehrrichtung (maḏhab) ins Leben gerufen hat, sondern die Lehren der Altvorderen (salaf) bestätigt und das verteidigt hat, woran sich die Gefährten des Gottesgesandten hielten. Die Benennung nach ihm erfolgt nur mit Rücksicht darauf, dass er die Methode der Altvorderen zusammengegürtet, sie festgehalten und für sie Argumente und Beweise erbracht hat. Und derjenige, der sich dabei an ihm orientiert und seinen Weg bei der Beweisführung beschreitet, wird Aschʿarit genannt.“

## Doxographische Einordnungen

### Allgemeine Einordnungen
Der ismailitische Autor Abū Tammām, der um die Mitte des 10. Jahrhunderts eines der ersten doxographischen Werke verfasste, zählte die die Aschʿariten zu den Muschabbiha. Damit sind diejenigen Muslime gemeint, die Gott mit seiner Schöpfung „verähnlichen“. Dieser Vorwurf der Verähnlichung (tašbīh) wurde sonst vor allem gegenüber den Hanbaliten erhoben, die die Aussagen über Gottes Körperteile wörtlich auslegten. Implizit erhob diesen Vorwurf auch Muhyī d-Dīn Ibn ʿArabī (gest. 1240) gegenüber den Aschʿariten. Seiner Ansicht nach bildeten sie sich ein, durch metaphorische Auslegung (taʾwīl) der Verähnlichung entkommen zu sein, was jedoch nicht stimme, weil lediglich eine Verschiebung von der Verähnlichung mit Körpern (tašbīh bi-l-aǧsām) zur Verähnlichung mit in der Zeit hervorgebrachten Ideen (tašbīh bi-l-maʿānī al-muḥdaṯa) stattgefunden habe. Diese Ideen seien aber in Wirklichkeit etwas anderes als die präexistenten Eigenschaften (nuʿūt qadīma). So seien sie eigentlich nicht von der Verähnlichung Gottes mit den zeitlichen Dingen weggekommen.
Der zahiritische Gelehrte Ibn Hazm (gest. 1064) rechnete die Aschʿariten den Murdschiiten zu. Dies hatte damit zu tun, dass er al-Aschʿarī fälschlicherweise die Lehre zuschrieb, dass der Glaube lediglich eine Bindung im Herzen sie und auch dann bestehe, wenn die betreffende Person ohne Verheimlichung sich blasphemisch äußere, die Götzen anbete oder sich dem Juden- oder Christentum anschließe. Ein weiterer Autor, der die Aschʿariten als Murdi'a betrachtete, war der jemenistische Autor as-Saksakī. Der Muʿtazilit Manakdīm (gest. 1034) rechnete die Aschʿariten wegen ihrer Lehre vom Taklīf mā lā yutāq den Mudschbira zu.
Aufgrund der großen Bedeutung, die die eigenständigen Attribute Gottes in der Lehre der Aschʿariten haben, ordnete sie asch-Schahrastānī zusammen mit den Muschabbiha und den Karrāmiten einer Gruppe von Strömungen zu, die er Ṣifātīya („Attributisten“) nennt. Nach Saif ad-Dīn al-Āmidī (gest. 1233) sind die Aschʿariten mit ihrer Kasb-Theorie gemäßigte Dschabriten (Ǧabrīya mutawassiṭa). Der irakische Schiit al-Hāfiz al-Bursī (fl. um 1400) zählte dagegen die Aschʿariten zusammen mit den Dawuditen, den Schafiiten, Malikiten und Hanbaliten zu den Ashāb al-hadīth. Averroes urteilte, dass viele der theoretischen Grundlagen (uṣūl), auf die die Aschʿariten ihre Begriffe stützten, sophistisch seien.

### Verhältnis zur Kullābīya
In dem ersten doxographische Werk, in dem die Aschʿarīya einen eigenen Eintrag erhalten hat, dem um die Mitte des 10. Jahrhunderts verfassten Kitāb aš-Šaǧara des ostiranischen ismailitischen Autors Abū Tammām, erscheint die Aschʿarīya als eine eigenständige Schule neben der Kullābīya, doch teilt Abū Tammām auch mit, dass die Aschʿariten mit den Kullābiten in vielen Punkten übereinstimmten, so in den gesamten Lehren über den Tauhīd und die Handlungen der Menschen. Einig seien sie sich auch darin, dass Gott kein Körper ist, und hinsichtlich der Schau Gottes. Unterscheiden würden sie sich von ihnen lediglich in ihrer Attributenlehre. Während nämlich die Kullābiten lehrten, dass Gottes Wissen, Macht, Sehkraft, Gehör, Wille Attribute seien, die weder mit ihm identisch noch etwas anderes als er und keine weiteren Attribute annehmen könnten, lehrten die Aschʿariten, dass die Attribute etwas anderes seien als Gott und zusammen mit ihm präexistent seien. Im Fiqh, so erklärt Abū Tammām abschließend, würden die Aschʿariten der Lehre Abū Hanīfas folgen.
Viele spätere Autoren unterschieden aber nicht mehr zwischen Aschʿarīya und Kullābīya, so zum Beispiel der in Iran aktive muʿtazilitische Theologe al-Hākim al-Dschischumī (gest. 1101), der in dem häresiographischen Kapitel seiner Risālat Iblīs ilā iḫwānihī al-manāḥīs die beiden Schulen in einem Abschnitt zusammen abhandelt, und der jemenitische Gelehrte as-Saksakī (gest. 1284), der die Aschʿarīya als Untergruppe der Kullābīya einordnet.

### Verhältnis zum Sunnitentum
Im Gegensatz zu den Hanbaliten und Hanafiten haben sich die Aschʿariten erst relativ spät als ahl as-sunna wal-ǧamāʿa, also Sunniten, identifiziert. Die frühesten Belege stammen aus der ersten Hälfte des 11. Jahrhunderts. Das aber auch in dieser Zeit zwischen beiden Gruppen noch ein Unterschied gemacht wurde, zeigt eine Anekdote, die ʿAbdallāh al-Ansārī anführt. Demnach wurde der hanbalitische Sufi Ahmad al-Mālīnī (gest. 1022), der sich mit einer Gruppe von Gefährten in der ʿAmr-ibn-al-ʿĀs niederlassen wollte, dort von einem Scheich verscheucht, der ihn darauf hinwies, dass sie Sunniten (ahl as-sunna) seien, dies aber der Platz der Aschʿariten sei. Aber schon gegen Ende des 11. berichtete Abū l-Yusr al-Bazdawī (gest. 1099), dass zu seiner Zeit alle Anhänger al-Aschʿarīs von sich sagten, zu den ahl as-sunna wal-ǧamāʿa zu gehören. Das Verhältnis zwischen Sunniten und Aschʿariten blieb aber noch lange unklar. Der aschʿaritische Rechtsgelehrte und Theologe Saif ad-Dīn al-Āmidī (gest. 1233) fasst zum Beispiel in einem Überblick über die verschiedenen islamischen Gruppen die Aschʿariten mit den salafitischen Hadith-Gelehrten (as-salafīya min al-muḥaddiṯīn) und den Sunniten zu der Gruppe zusammen, die die „erretteten Sekte“ bilden soll.
Im islamischen Westen verbreitete sich die Sichtweise, dass allein die Aschʿariten Sunniten sind. So schreibt Averroes (gest. 1198) in seiner Abhandlung al-Kašf ʿan manāhiǧ al-adilla fī ʿaqāʾid al-milla, dass von den zahlreichen Gruppen, in die die islamische Gemeinschaft in seiner Zeit zerfallen sei, die Aschʿariten diejenigen seien, die die meisten Menschen für die Sunniten (ahl as-sunna) hielten. Später erklärte der marokkanische Sufi Ahmad ibn ʿAdschība (gest. 1809) in seinem Kommentar zur Fātiha: „Was die Sunniten betrifft, so sind es die Aschʿariten und diejenigen, die ihnen in ihrer richtigen Glaubensüberzeugung folgen.“
Allerdings gab es auch Gelehrte, die die Aschʿariten aus dem Sunnitentum ausschlossen, so insbesondere der zahiritische Gelehrte Ibn Hazm, der sie den Murdschiiten zurechnete, und zwar denjenigen Murdschiiten, die den Sunniten glaubensmäßig besonders fernständen. Verschiedene moderne salafistische Autoren, die wie Ibn Taimīya zwischen einem weiteren und engeren Kreis von Sunniten unterschieden, meinten, dass die Aschʿariten nur Sunniten im allgemeinen Sinne seien, während die Salafiten die Sunniten im speziellen Sinne darstellten. Diese Meinung vertraten zum Beispiel der osmanische Gelehrte İsmail Hakkı İzmirli (gest. 1946) und der saudische Gelehrte Muhammad Ibn al-ʿUthaimīn (gest. 2001).

### Verhältnis zur Māturīdīya
Grundsätzlich besteht eine große dogmatische Nähe zwischen den Aschʿariten und Māturīditen, allerdings gibt es auch Unterschiede. Einer der wichtigsten Unterschied betrifft die sogenannten Tätigkeitsattribute (ṣifāt al-fiʿl) Gottes, zu denen insbesondere sein Erschaffen (takwīn) gehört. Während die Māturīditen diese Tätigkeitsattribute für „anfangsewig“ (qadīm), sind sie nach der Lehre der Aschʿariten in der Zeit entstanden, und zwar mit der Erschaffung der Welt. Später verfasste der aschʿaritische Gelehrte Tādsch ad-Dīn as-Subkī (gest. 1370) ein auf den Buchstaben Nūn reimendes Lehrgedicht, in dem er die wesentlichen Lehrunterschiede zwischen Aschʿarīya und Māturīdīya zusammenfasste. Wie er in seiner Biographiensammlung zu den Schafiiten erklärt, war sein Vergleich nicht auf Betonung der Differenz, sondern auf Harmonisierung angelegt. Die Meinungsverschiedenheiten zwischen den beiden Schulen, so trägt er dort vor, beschränkten sich nämlich allein auf 13 Punkte, von denen sechs tatsächlich inhaltlicher Natur seien, während die übrigen rein sprachliche Unterschiede seien. Diese sollten aber nach as-Subkīs Meinung nicht Anlass zu Streit im Sinne gegenseitiger „Verketzerung“ (tabdīʿ) oder „Bezichtigung des Unglaubens“ (takfīr) geben. Während der osmanischen Zeit bildete sich ein ganzes Genre von Literatur heraus, das sich mit der Kongruenz zwischen der Aschʿarīya und der Māturīdīya befasste. Einer der bekanntesten Texte dieses Genres ist die Risāla fī l-iḫtilāf baina al-Ašāʿira wa-l-Māturīdīya fī iṯnatai ʿašara masʾala („Abhandlung über die Meinungsverschiedenheit zwischen Aschʿariten und Māturīditen in zwölf Fragen“) des osmanischen Gelehrten Ibn Kamāl Pascha (gest. 1534). Sehr bekannt ist auch die Schrift ar-Rauḍa al-bahīya fī-mā baina al-Ašāʿira wa-l-Māturīdīya von Hasan ibn ʿAbd al-Muhsin Abū ʿUdhba (gest. nach 1759).

## Kritik

### Von traditionalistischer Seite
Einer der entschiedensten Kritiker der Aschʿariten war Ibn Hazm (gest. 1064). Er äußert an verschiedenen Stellen seines doxographischen Werks al-Faṣl fi-l-milal wa-l-ahwāʾ wa-n-niḥal seine Entrüstung über das, was ihm über ihre Lehren bekannt war. So würden die Muslime Gänsehaut bekommen, wenn sie erführen, dass nach ihrer Lehre der Islam einer Person nur dann gültig sei, wenn sie nach der Geschlechtsreife Zweifel an ihrer Religion bekommen und eine Phase des Glaubensverlusts durchlaufen habe. An einer anderen Stelle schreibt er, dass zu den „Dummheiten der Aschʿariten“ (ḥamāqāt al-Ašʿarīya) ihre Ansicht gehöre, dass die Menschen Zustände (aḥwāl) und Bedeutungen (maʿānī) hätten, „die weder existirend, noch nichtexistirend, weder bekannt, noch unbekannt, weder geschaffen, noch ungeschaffen, weder wahr, noch unwahr seien“. Der aschʿaritische Gelehrte Tādsch ad-Dīn as-Subkī (gest. 1370) wirft Ibn Hazm allerdings vor, dass er den Aschʿariten in seinem Werk sehr häufig Lehren unterstellt habe, die sie niemals vertreten hätten.
Ab der Mitte des 11. Jahrhunderts, ungefähr zeitgleich mit dem Wesirat Nizām al-Mulks und den gegen sie gerichteten Angriffen Abū Nasr al-Quschairīs, wandten sich auch die Hanbaliten gegen die Aschʿariten. So verfasste der hanbalitische Gelehrte Abū Yaʿlā Ibn al-Farrā' (gest. 1066) eine Widerlegung gegen sie. Ein dezidierter Gegner der aschʿaritischen Theologie war auch der Herater Sufi ʿAbdallāh al-Ansārī (gest. 1089), ebenfalls ein Hanbalit. Der jemenitische Gelehrte as-Saksakī (gest. 1284), der den Hanbaliten nahestand, beklagte, dass die Aschʿariten mit ihrer Lehre, dass Gott keine hörbare Rede habe, der unwissenden Volksmenge vorgaukelten, dass sie damit die Transzendenz (tanzīh) Gottes bewahrten, in Wirklichkeit würden sie aber damit eine Entleerung (taʿṭīl) Gottes lehren. Später übte auch Ibn Taimīya (gest. 1329) heftige Kritik an der Lehrrichtung der Aschʿariten (maḏhab al-Ašāʿira).
Auf Kritik stieß bei den traditionalistischen Gegnern der Aschʿariten vor allem ihre Koranlehre. Ibn Hazm zitiert einen sufischen Gelehrten aus Sizilien mit der Aussage, dass er einen Aschʿariten ein Koranexemplar mit dem Fuß wegstoßen sah. Als er dieses Verhalten missbilligt und ihn daraufhin ermahnt habe, dass das Exemplar die Rede Gottes enthalte, habe der Aschʿarit dies abgestritten und erwidert, dass das Buch nur den Ruß und die Schwärze der Tinte enthalte. ʿAbdallāh al-Ansārī berichtet von einem iranischen Gelehrten, der einen aschʿaritischen Kollegen, der ihn besuchte, dazu aufforderte, sich auf ein Koranexemplar zu setzen. Als der Aschʿarit konsterniert fragte: „O Scheich! Auf das Koranexmplar?“, fragte der iranische Gelehrte zurück: „Sagst Du nicht, dass er nur aus Papier und Tinte besteht?“ Al-Ansārī zitiert in seiner kalām-kritischen Spruchsammlung Ḏamm al-kalām wa-ahlihī auch einen Gelehrten namens ʿUmar ibn Ibrāhīm mit der Aussage, Tiere, die von Aschʿariten geschlachtet worden seien, dürften nicht gegessen werden, weil die Aschʿariten die Existenz eines Gottesbuches auf Erden abstritten und somit weder Muslime noch Ahl al-kitāb seien.
Gegen die Angriffe von traditionalistischer Seite verfasste Ibn ʿAsākir (gest. 1176) sein Buch Tabyīn kaḏib al-muftarī fī-mā nusiba ilā l-imām Abī l-Ḥasan al-Ašʿarī („Darlegung der Lüge des Verleumders bei dem, was dem Imam Abū l-Hasan al-Aschʿarī zugeschrieben wurde“). Darin gibt er auch den Bericht von einem syrischen Scheich wieder, dem der Gottesgesandte angeblich im Traum geraten hatte, sich bei der Frage der Erschaffenheit des Korans an die Lehre der Aschʿariten zu halten.

### Von muʿtazilitischer Seite
Eine zweite Gruppe, aus der Kritik an den Aschʿariten kam, waren die Muʿtaziliten. Der muʿtazilitische Theologe al-Hākim al-Dschischumī (gest. 1101) kritisierte in seiner Risālat Iblīs ilā iḫwānihī al-manāḥīs umgekehrt, dass der größte Teil der Rede der Aschʿariten unlogisch (ġair maʿqūl) sei. Er störte sich besonders an der aschʿaritischen Kasb-Theorie: Wenn man die Aschʿariten danach frage, brächten sie nichts Vernünftiges vor, weswegen al-Dschischumī ihnen unterstellte, damit nur die Religion zerstören zu wollen. Außerdem kritisierte er die Lehre von den präexistenten Attributen als eine aschʿaritische Neuschöpfung und stellte sie in eine Nähe zur christlichen Lehre von den Hypostasen. Während die Christen im Rahmen der Trinitätslehre aber nur drei Hypostasen annähmen, hätten die Aschʿariten diese Irrlehre auf die Spitze getrieben und die Anzahl der Hypostasen auf neun vermehrt. In diesem Zusammenhang verweist al-Dschischumī darauf, dass ʿAdud ad-Daula al-Bāqillānī vor seiner Delegationsreise in das Byzantinische Reich schon gewarnt habe, dass er auf seine Religion achtgeben solle, weil die Byzantiner versuchen würden, ihm ihre Lehrrichtung aufzuzwingen.

### Von philosophischer und sufischer Seite
Der andalusische Philosoph Averroes (gest. 1198) warf den Aschʿariten in Faṣl al-maqāl („Die entscheidende Abhandlung“) vor, viele unmittelbar ersichtliche Dinge (ḍarūrīyāt) zu leugnen wie das Feststehen der Akzidentien, den Einfluss der Dinge aufeinander, die Existenz von unmittelbar ersichtlichen Ursachen und ihren Wirkungen, von substantiellen Formen (ṣuwar ǧauharīya) und Mitteln (wasāʾiṭ). Das feindselige Vorgehen ihrer Theoretiker gegen die Muslime sei so weit gegangen, dass eine Gruppe von ihnen diejenigen, die die Gottesbeweise nicht kannten, die sie in ihren Büchern aufgestellten hatten, für ungläubig erklärten. Sie seien deshalb die wirklichen Ungläubigen und Irrenden. Seine Abhandlung al-Kašf ʿan manāhiǧ al-adilla fī ʿaqāʾid al-milla („Enthüllung der Beweismethoden hinsichtlich Glaubenssätze der Gemeinschaft“) beginnt er mit der Widerlegung von zwei aschʿaritischen Gottesbeweisen mit ihren Prämissen. Er kritisiert hier, dass die Methode, mit der die Aschʿariten die Entstandenheit der Atome erklären, schwer verständlich sei und selbst viele Meister in der Kunst des Dschadal überfordere. Außerdem sei es keine Beweismethode, die zur Gewissheit hinsichtlich der Existenz Gottes führe. Dies treffe auch auf die Methoden zu, die Aschʿariten hinsichtlich der Erschaffenheit der Welt verfolgten: Sie taugten werde für die Gelehrten noch für die Masse, weil sie weder Beweischarakter hätten noch allgemeinverständlich seien.
Eine scharfe Polemik gegen die Aschʿarīya formulierte der sufische Philosoph Ibn Sabʿīn (gest. 1271) in seiner Schrift Budd al-ʿārif. Sie richtete sich nicht nur gegen die Aschʿariten, sondern auch gegen die Rechtsgelehrten. Hier schreibt er:

„Der Aschʿarit redet viel, ohne Bedeutsames zu sagen. Es ist nicht sinnvoll, sich um seine Lehrrichtung zu kümmen oder ihr in irgendeiner Form Beachtung zu schenken, denn sie zieht in nicht geziemender Weise aus der Lehrrichtung des Gegners Gewinn. So stütze dich nicht auf sie, o Bruder, und blicke auf sie nur mit Geringschätzung, denn sie ist eine unrechtmäßige Neuerung. Der Rechtsgelehrte (faqīh) ist kein Gelehrter und kein Inhaber von Wahrheit und beschäftigt sich auch nicht mit ihr. Er ist aber in seiner Lehrrichtung mehr im Recht als der Aschʿarit, denn er geht nicht über seine Lehrrichtung hinaus und beschäftigt sich nicht mit ihrer Übertretung. Er hat ihr Grundprinzip intakt gelassen und nicht geändert und auch nichts hinzugefügt. Er ist nur dadurch des Nutzens beraubt, dass er nicht versteht, was er vor sich hat. Anders der Aschʿarit, denn er hat sich seine Lehrrichtung selbst erdacht, und die meisten ihrer Grundprinzipien stammen nicht aus seiner Religion und Lehre. So ist ihr Irrtum offensichtlich, und sie hat kein als Vorbild dienendes Grundprinzip und keine Methode zur Herleitung, die zu irgendetwas taugen. So versteh dies!“

Als Ersatz für die aschʿaritischen Kalām-Gelehrten empfahl Ibn Sabʿīn dem Leser die Sufis, die die „Herren der Gemeinschaft des Islams“ (sādat ahl millat al-islām) seien. Sie hätten die Scharia verstanden, und das Ergebnis davon sei der Sufismus. Sie seien die alleinigen Inhaber der Wahrheit, und der Leser solle nur von ihnen Wissen annehmen.